# Tiébissou
Tiébissou is een stad in de regio Bélier van Ivoorkust en het is de hoofdplaats van het gelijknamige departement. Tiébissou telde 22.260 inwoners in 1998. De stad is gelegen aan de autoweg A3 op 40 km van hoofdstad Yamoussoukro.
De stad werd gesticht door de Fransen in 1902 als een post aan de rivier Kan. In 1985 werd Tiébissou een zelfstandige gemeente.
De bevolking bestaat voor 90% uit Akan (Aïtou en Nanafouè). De bevolking leeft er in hoofdzaak van de landbouw en in de stad is er een wekelijkse markt.